# 德特曼狸藻
德特曼狸藻（学名：Utricularia determannii）為狸藻屬疑似多年生极小型流水生食虫植物。其种加词来源于美国植物采集者R·O·德特曼（R. O. Determann）。德特曼狸藻为苏里南的特有种，仅存在于位于威廉敏娜山脉（Wilhelmina Mountains）的模式产地。德特曼狸藻陆生于滴水的花岗岩间，海拔高度可达900米。花期为7月。1986年，彼得·泰勒最先描述了德特曼狸藻。